# Burghausen (Kirchdorf an der Amper)
Burghausen ist ein Gemeindeteil der Gemeinde Kirchdorf an der Amper im Landkreis Freising in Bayern. 

## Lage
Das Kirchdorf liegt auf den Höhen des Ampertals nordwestlich von Freising.

## Geographie
Burghausen ist eine von 15 Ortschaften, welche die Gemeinde Kirchdorf an der Amper bilden und liegt im südlichen Gemeindegebiet. Die Tendenz der Besiedlung steigt aufgrund der räumlichen Nähe zum Flughafen München und zur Stadt Freising an. Durch die Lage am Ampertal liegt der Ort in einem der größten zusammenhängenden Landschaftsschutzgebiete des Landkreises Freising.

## Geschichte
Burghausen besteht seit dem 8. Jahrhundert und war damals Teil des Herzogtums Bayern.  Burghausen wird urkundlich 1057 (Purehusa) als Wohnstätte eines lehenspflichtigen Burgmanns erwähnt. Um 1315 ging der Ort als Purchhausen in den Besitz des Hochstifts Freising über. Dabei wurde die Einöde Esterndorf gemeinsam mit Burghausen verwaltet, was heute noch an der Esterndorfer Grabstelle im Friedhof von Burghausen sichtbar ist. Burghausen kam mit der Säkularisation 1802/3 zu Bayern und bildete zusammen mit Wippenhausen und Thalhausen eine eigene Pfarrei.  Burghausen war mit der Gemeindegründung durch das Gemeindeedikt von 1818 bis zur Gemeindegebietsreform am 1. Januar 1972 Teil der politischen Gemeinde Wippenhausen und wurde danach mit den Orten Wippenhausen, Esterndorf, Hahnbach und Unterberg in die Gemeinde Kirchdorf an der Amper eingegliedert.

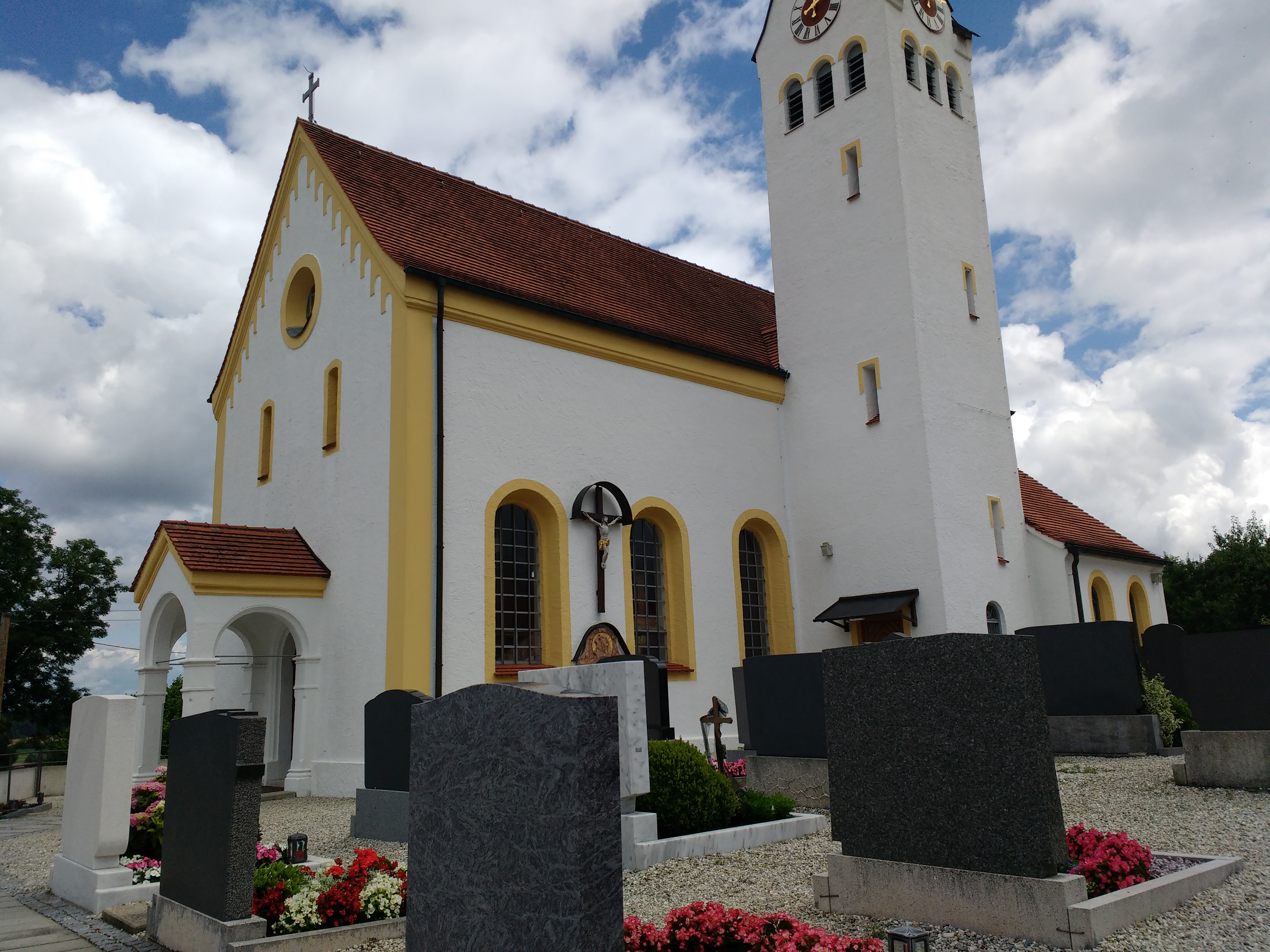
Nahansicht von St. Georg

## Bau- und Bodendenkmäler
- Pfarrkirche St. Georg: Die Katholische Filialkirche St. Georg in Burghausen ist ein barocker Saalbau mit eingezogenem Polygonalchor und angefügter Sakristei, wohl 18. Jahrhundert. Der Chorflankenturm ist bezeichnet mit 1848. Sie ist ein geschütztes Baudenkmal mit der Aktennummer D-1-78-136-4.[6]
- Burgstall Burghausen